# Niphon spinosus
Niphon spinosus – gatunek ryby z rodziny strzępielowatych, jedyny przedstawiciel rodzaju Niphon Cuvier, 1828. Poławiana gospodarczo.

## Występowanie
Ocean Spokojny od Japonii do Filipin, na głębokości ok. 200 m p.p.m.

## Opis
Osiąga do 100 cm długości i 2 kg wagi.